# Simabálnafélék
A simabálnafélék vagy simabálnák (Balaenidae) az emlősök (Mammalia) osztályának párosujjú patások (Artiodactyla) rendjébe, ezen belül a cetek (Cetacea) alrendágába tartozó család.
A családba 4 recens faj tartozik.
Az északi és a déli simabálnát korábban egyetlen fajnak tekintették, valamint korábban a simabálnák családjába sorolták a törpe simabálnát (Caperea marginata) is. Elnevezésük arra utal, hogy hasuk, szemben a barázdás bálnákéval, sima, nem barázdált.

## Rendszerezés
A családba az alábbi 2 élő nem és 10 fosszilis nem tartozik:
- †Antwerpibalaena
- †Archaeobalaena[2]
- Balaena Linnaeus, 1758 - típusnem
- †Balaenella Bisconti, 2005
- †Balaenotus Van Beneden, 1872
- †Balaenula Van Beneden, 1872
- Eubalaena J. E. Gray, 1864
- †Idiocetus Capellini, 1876
- †Mesoteras
- †Morenocetus Cabrera, 1926
- †Peripolocetus Kellogg, 1931
- †Protobalaena

### Fordítás
- Ez a szócikk részben vagy egészben  a   Balaenidae című angol Wikipédia-szócikk ezen változatának fordításán alapul.  Az eredeti cikk szerkesztőit annak laptörténete sorolja fel. Ez a jelzés csupán a megfogalmazás eredetét és a szerzői jogokat jelzi, nem szolgál a cikkben szereplő információk forrásmegjelöléseként.
- Ez a szócikk részben vagy egészben  a   List of extinct cetaceans#Suborder_Mysticeti című angol Wikipédia-szócikk ezen változatának fordításán alapul.  Az eredeti cikk szerkesztőit annak laptörténete sorolja fel. Ez a jelzés csupán a megfogalmazás eredetét és a szerzői jogokat jelzi, nem szolgál a cikkben szereplő információk forrásmegjelöléseként.